# Porcellio parenzani
Porcellio parenzani là một loài chân đều trong họ Porcellionidae. Loài này được Arcangeli miêu tả khoa học năm 1931.